# Зарипова, Диана Робертовна
Диана Робертовна Зарипова (род. 12 января 1985, Брежнев, ТАССР) — российская модель, победительница конкурса «Мисс Россия» 2004 года.

## Биография
В 12 лет стала фотомоделью, в 15 лет получила титул «Первая Вице-Мисс Татарстан — 2000». В 2003 году победила на российском этапе конкурса «Fashion Model Awards 2003». 31 декабря 2004 года выиграла титул «Мисс Россия 2004», несмотря на простуду.
Участвовала в конкурсе Мисс Европа 2005 в Париже, в котором не попала в полуфинал В конкурсах «Мисс мира» и «Мисс Вселенная» Диана не принимала участия.
Окончила Московский государственный университет сервиса по специальности «менеджер по туризму», вышла замуж, родила двоих детей (сына и дочь).